# Colonia Paradero Poniente
Colonia Paradero Poniente är en ort i Mexico Citys storstadsområde i Mexiko. Den ligger i kommunen Cocotitlán som tillhör Mexiko, i den centrala delen av landet. Colonia Paradero Poniente hade 189 invånare vid folkmätningen 2010.